# Estádio Municipal Frederico Dalmaso
O Estádio Municipal Frederico Dalmaso (Praça de Esportes Frederico Dalmaso), também conhecido como Fredericão, é um estádio de futebol, localizado na cidade de Sertãozinho, no estado de São Paulo. Pertence à Prefeitura de Sertãozinho.

## História
O estádio foi inaugurado no dia 10 de novembro de 1968, com uma vitória dos veteranos da cidade sobre o Escrete do Rádio, de São Paulo, por 2 a 1, cabendo ao empresário Menezis Balbo a honra de ser o primeiro a marcar no campo. No mesmo dia uma seleção de Sertãozinho foi derrotada pelo Botafogo, de Ribeirão Preto, por 4 a 0.
Bem diferente do estádio que hoje pode receber confortavelmente 7.860 torcedores nos jogos do Sertãozinho, o Fredericão, como é carinhosamente chamado pelos torcedores, na época comportava apenas cinco mil pessoas.
Em 20 de março de 1986, houve um jogo de portões abertos com a presença aproximada de 30 mil pessoas, com resultado de Sertãozinho 1 x 0 Botafogo-RP.
Atualmente, depois de passar por várias reformas, a última delas em 2010, o estádio possui novas cabines e sala de imprensa, tribunas de honra para visitantes e autoridades, vestiários adequados para os atletas e arbitragem, além de todas as condições de segurança exigidas pelas autoridades.

## Dados do estádio
- Capacidade Oficial: 7.860 pessoas
- Dimensões do Gramado: 106 x 66 m
- Cabines de Imprensa: 5 cabines de Rádio e TV
- Camarotes: 5
- Cadeiras cativas: 200
- Vestiários: 5 (mandante, visitante, árbitros e juízes)
- Túneis de acesso ao gramado: 3